# Лавроненко, Иван Васильевич

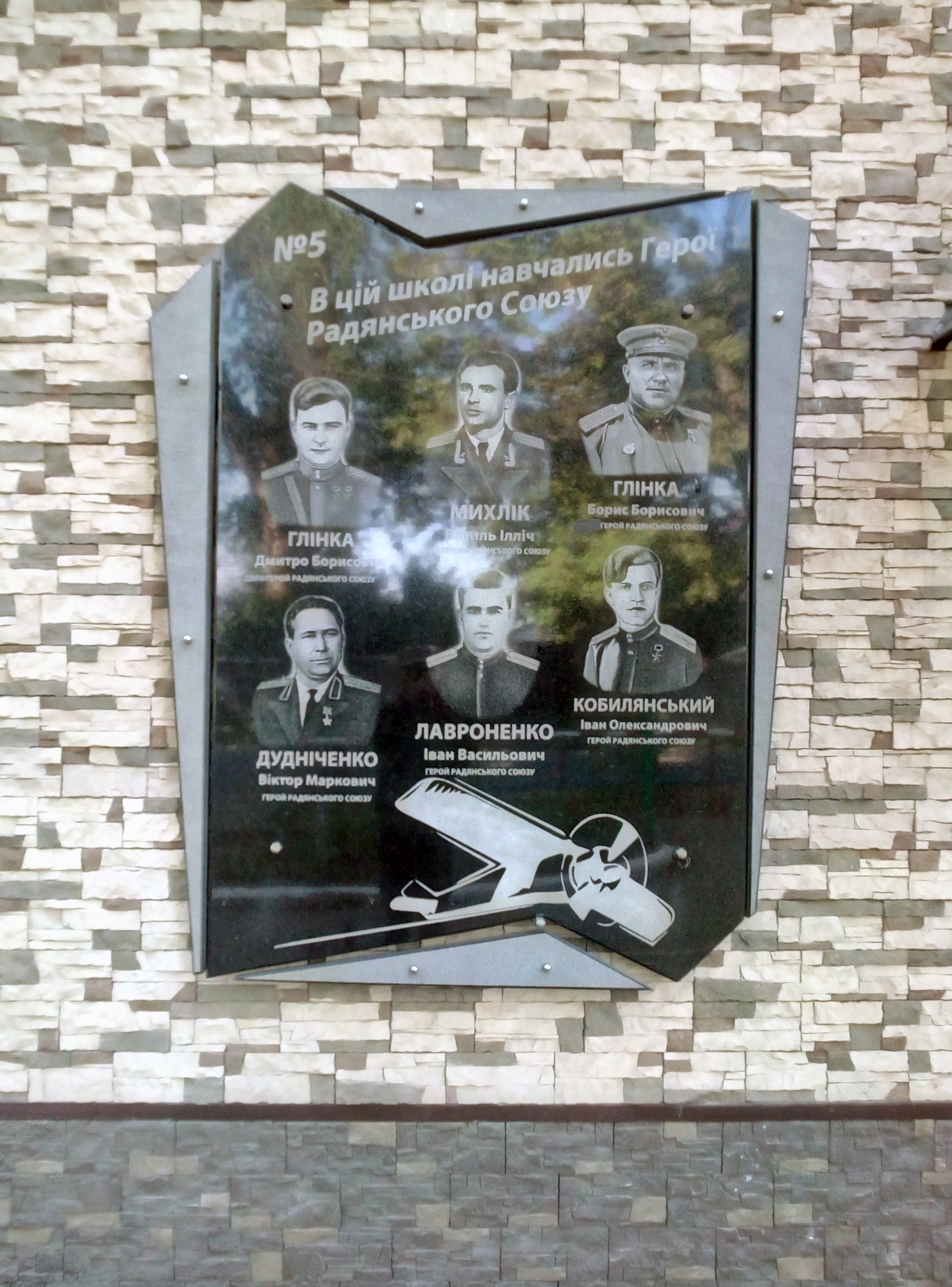
Гимназия № 5 (Кривой Рог)

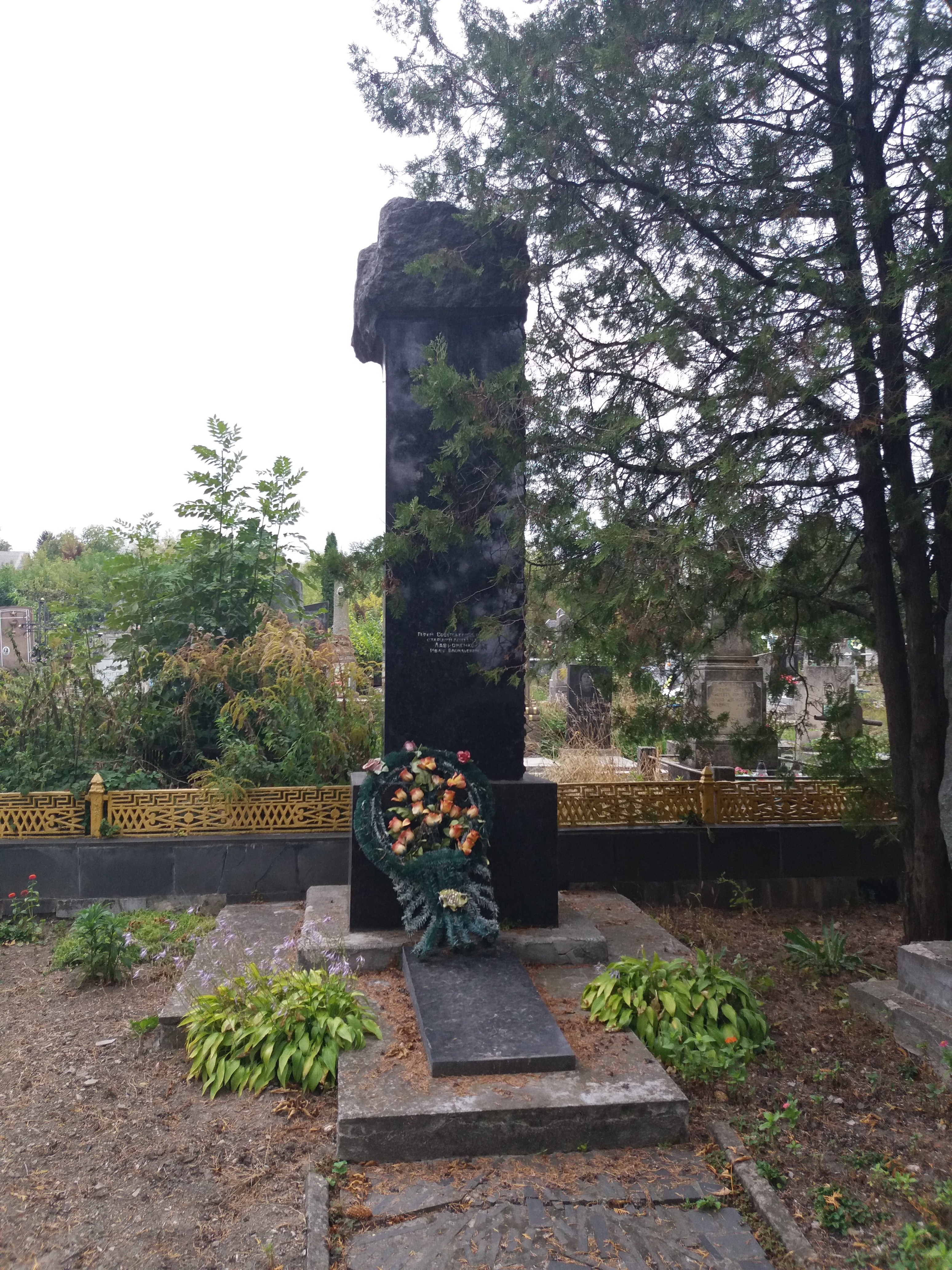
Могила Ивана Лавроненко. Чортков, ул. Мицкевича, военное кладбище

Иван Васильевич Лавроненко (9 февраля 1922, Кривой Рог, Екатеринославская губерния — 6 июня 1944, Чортковский район, Тарнопольская область) — советский лётчик-ас, старший лейтенант Рабоче-крестьянской Красной армии, участник Великой Отечественной войны. Герой Советского Союза (1944).

## Биография
Родился 9 февраля 1922 года в городе Кривой Рог.
Окончил 7 классов школы № 5 в Кривом Роге и Криворожский аэроклуб. В 1940 году был призван на службу в Рабоче-крестьянскую Красную армию. В 1941 году окончил Качинскую военную авиационную школу пилотов. С мая 1943 года — на фронтах Великой Отечественной войны. Принимал участие в боях на Северо-Кавказском, Воронежском и 1-м Украинском фронтах.
К июню 1944 года старший лейтенант Иван Лавроненко был заместителем командира эскадрильи 239-го истребительного авиаполка 235-й истребительной авиадивизии 10-го истребительного авиакорпуса 2-й воздушной армии 1-го Украинского фронта. К тому времени совершил 167 боевых вылетов, принял участие в 32 воздушных боях, лично сбив 15 вражеских самолётов. Член ВКП(б) с 1944 года.
6 июня 1944 года под Станиславом (ныне — Ивано-Франковск) самолёт Лавроненко был подбит вражеской зенитной артиллерией. Лётчик попытался долететь до своего аэродрома, но по пути самолёт рухнул на землю у села Антонов Чортковского района Тернопольской области. Похоронен на кладбище в городе Чортков Тернопольской области Украины.
Указом Президиума Верховного Совета СССР от 26 октября 1944 года за «образцовое выполнение заданий командования и проявленные при этом мужество и героизм» старший лейтенант Иван Лавроненко посмертно был удостоен высокого звания Героя Советского Союза.

## Награды
- Медаль «Золотая Звезда» (26 октября 1944);
- Орден Ленина (26 октября 1944);
- Орден Красного Знамени;
- Орден Отечественной войны 1-й степени;
- Орден Красной Звезды[1].

## Память
- Имя на Стеле Героев в Кривом Роге;
- В честь Лавроненко названы улицы в Чорткове[1] и Кривом Роге[3].
- Памятная плита на входе в школу #5 по ул. Тарапаковская (стар.назв ул.Правды)  дом. 28, в которой учился Лавроненко Иван Васильевич